# Eamonn O'Doherty

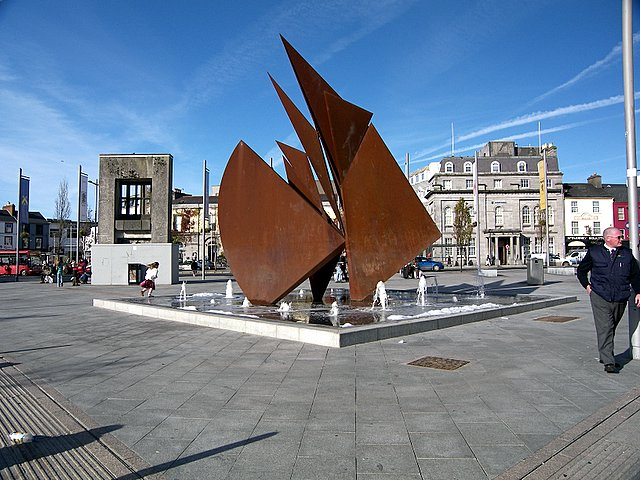
Galway Hookers (1984), Galway

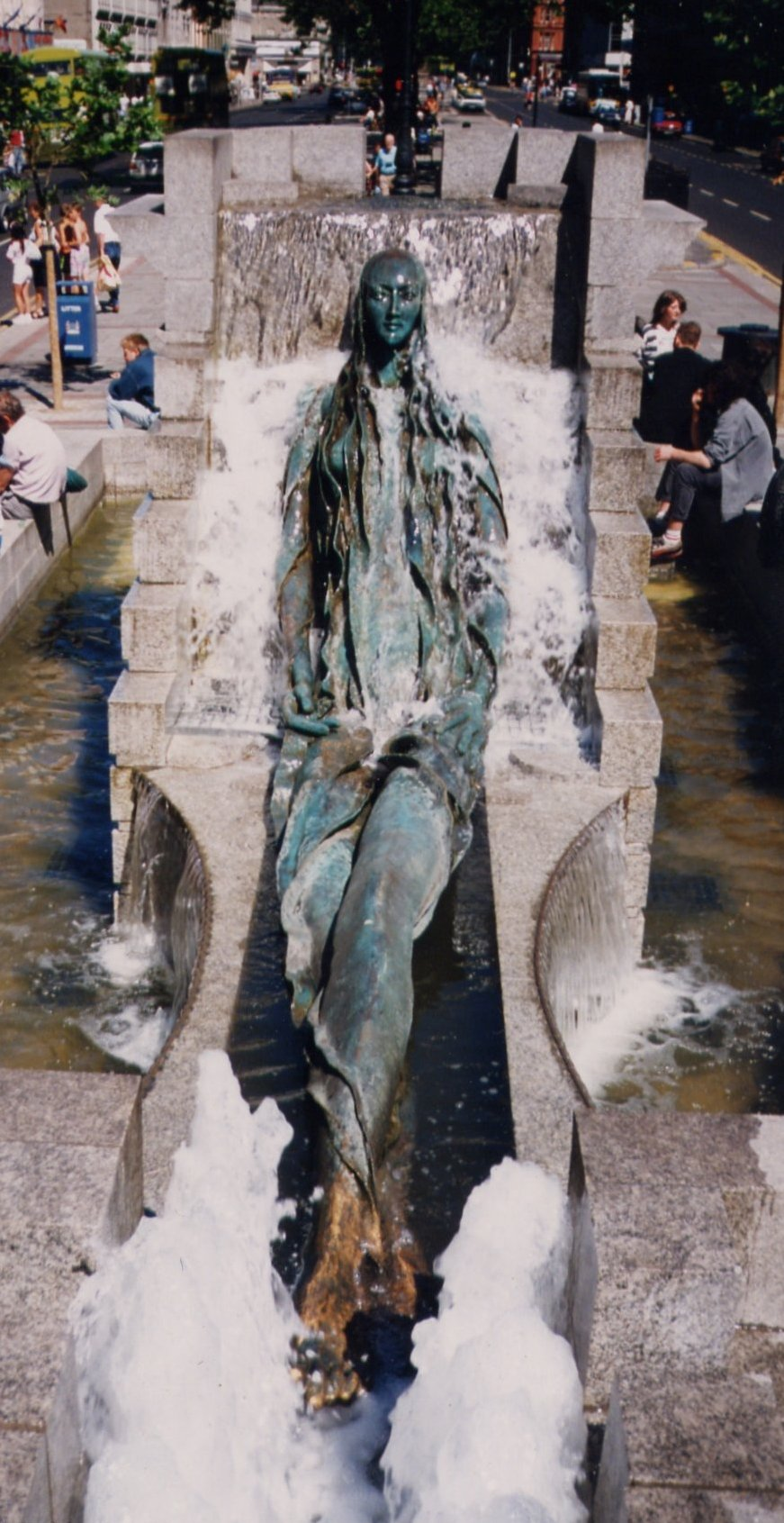
Anna Livia Fountain (1988) in O'Connell Street in Dublin; het bronzen beeld van Anna Livia werd later verplaatst

Eamonn O'Doherty (Derry, 1939) is een Ierse architect en beeldhouwer.

## Leven en werk
O'Doherty werd geboren in Noord-Ierland, waar hij ook opgroeide. Hij studeerde architectuur aan het University College Dublin in Dublin (Ierland). Met een beurs bezocht hij aansluitend de Harvard University in Cambridge (Massachusetts). Hij was docent architectuur aan het Dublin Institute of Technology en is sinds 2002 fulltime beeldhouwer. O'Doherty creëert zijn werken zowel abstract als figuratief, hij laat zich vooral inspireren door Ierse gevoelens en motieven. Zijn werken zijn te vinden in Ierland, Noord-Ierland en de Verenigde Staten.
De kunstenaar woont en werkt in Dublin.

## Werken (selectie)
- Galway Hookers - fontein/sculptuur (1984), Eyre Square in Galway
- Anna Livia Fountain (1988), Dublin (Anna Livia is de personificatie van de rivier de Liffey en een personage uit de roman Finnegans Wake van de Ierse schrijver James Joyce)
- Kinetische sculptuur (1988), Dublin
- The Emigrants (1990), Waterloo Place in Derry (Noord Ierland)[1]
- Tree of Gold (1991), Central Bank Plaza in Dublin
- Swans (Passage) (1994), New Antrim Hospital, Bush Road in Antrim (Noord-Ierland))[2]
- Bicentenary Sculpture (1997), Royal Victoria Hospital in Belfast (Noord-Ierland)
- Fauscailt (1998), Larkin's Cross (N25) in County Wexford
- Great Hunger Memorial (2001), Westchester County (New York) (Verenigde Staten)[3][4]
- Damselfly (2005), County Waterford